# 66856 Stephenvoss
66856 Stephenvoss è un asteroide della fascia principale. Scoperto nel 1999, presenta un'orbita caratterizzata da un semiasse maggiore pari a 2,6700019 au e da un'eccentricità di 0,0191532, inclinata di 15,63634° rispetto all'eclittica.
L'asteroide è dedicato all'astrofilo neozelandese Stephen Voss.